# Вантажний поїзд
Вантажний поїзд — група вантажних вагонів на чолі з локомотивом. Призначений для перевезення вантажів. 

## Класифікація
- Прискорені:
  - швидкі вантажні;
  - рефрижераторні;
  - для перевезення тварин;

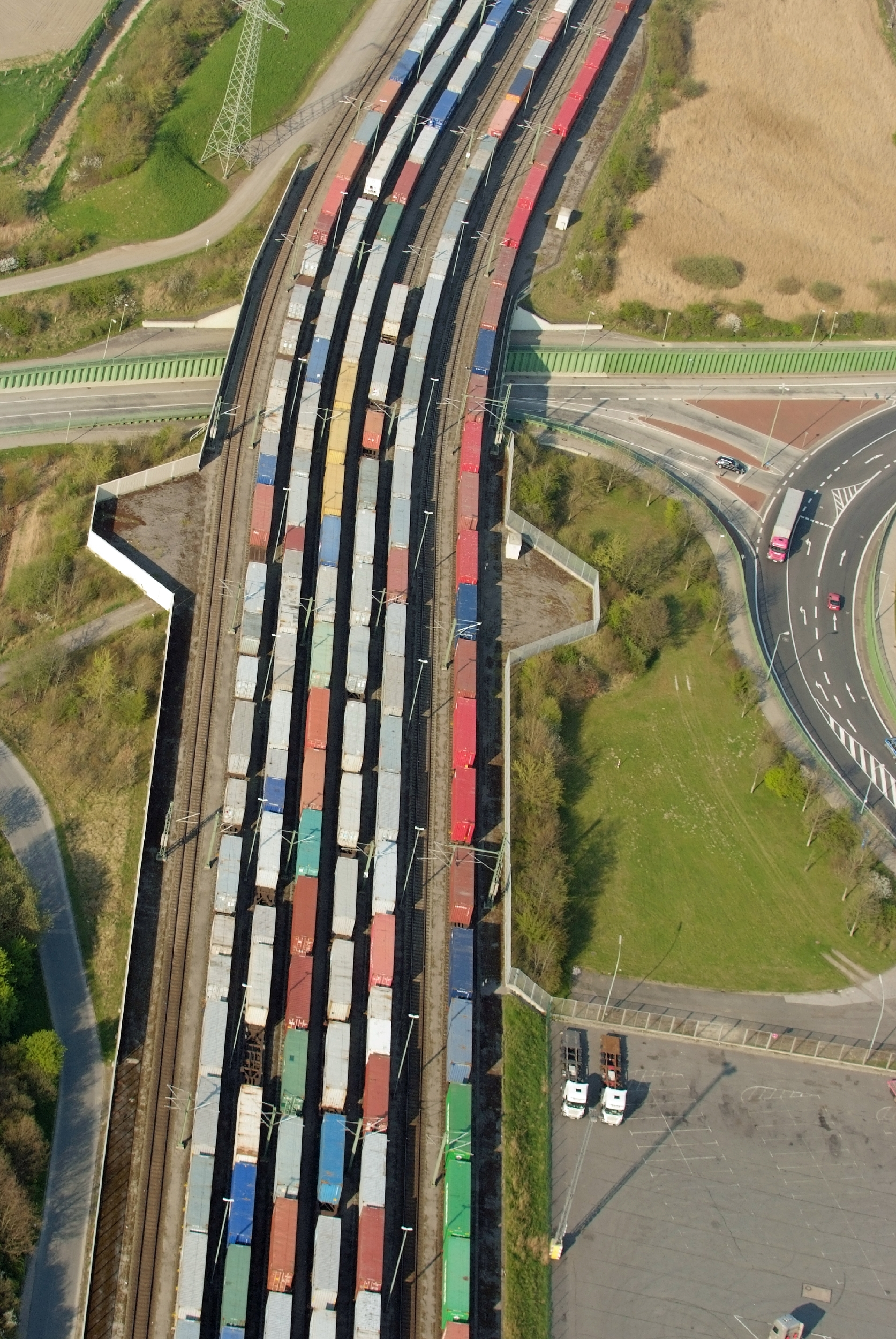
Вантажні поїзди у порту Бремергафен, Німеччина

  - для перевезення швидкопсувних продуктів.
- Наскрізні — без переробки не менше ніж через одну технічну (сортувальну або дільничну) станцію;
- Дільничні — без переробки від однієї технічної станції до іншої;
- Збірні — для доставки вагонів на проміжні станції;
- Збірно-роздавальні;
- Передавальні — для доставки вагонів з однієї станції вузла на іншу;
- Вивізні — для вивезення груп вагонів з окремих проміжних станцій ділянки;
- Вантажний довгосоставний — поїзд, довжина якого перевищує максимальну норму, встановлену графіком руху на ділянці проходження, хоча б на один умовний вагон;
- Вантажний великоваговий — поїзд, вага якого для відповідних серій локомотивів на 100 тонн і більше перевищує встановлену графіком руху вагову норму на ділянці проходження;
- Вантажний підвищеної ваги — поїзд вагою більше 6 000 тонн;
- Вантажний підвищеної довжини — поїзд, довжина якого 350 осей і більше;
- Груповий вантажний — що складається з двох і більше зчеплених між собою вантажних поїздів, з діючими локомотивами в голові кожного поїзда.

За дальністю проходження і характером роботи вантажні поїзди поділяються на маршрутні, наскрізні, дільничні, збірні, вивізні та передавальні.